# Conference House
La Casa de la Conferència (en anglès, Conference House), també coneguda com la Casa Billop (Billop House) o Mansió Billop (Billop Manor), és una casa de pedra de Tottenville, Staten Island, Nova York, construïda pel capità Christopher Billopp abans de 1680. Es troba al Conference House Park, a prop de Ward's Point, l'extrem més al sud de l'Estat de Nova York a Staten Island, que es va conèixer com a «Billop's Point» al segle xviii.
El coronel Christopher Billop, net i hereu del capità Billopp, va acollir-hi la Conferència de Pau de Staten Island, un intent infructuós de trobar un final negociat ràpid per acabar amb la Guerra Revolucionària dels Estats Units, l'11 de setembre de 1776. La casa, un Indret Històric Nacional i de la ciutat de Nova York, es troba al Conference House Park amb vistes a la badia de Raritan. La casa també es troba dins de l'àrea de conservació de Ward Point, afegida per separat al Registre Nacional de Llocs Històrics el 1982.